# Dehydroepiandrosteron

Schéma produkce DHEA (z pregnenolonu) a další jeho metabolity

Dehydroepiandrosteron (DHEA) je metabolit androgenního 17-ketosteroidu androsteronu produkovaný v nadledvinách. DHEA je nezbytný při transkripci DNA a ovlivňuje mitochondriální dýchání. Je statisticky prokázán vliv DHEA proti stárnutí, obezitě či rakovině.
Dehydroepiandrosteron není v České republice na rozdíl od USA volně dostupnou látkou, ale je zařazen mezi látky s anabolickým a jiným hormonálním účinkem. Její dovoz do České republiky (tzn. i objednání látky ze zahraničí na internetovém obchodě s tím, že bude doručena do ČR) za jiným než léčebným účelem může být za splnění dalších podmínek kvalifikován jako trestný čin výroba a jiné nakládání s látkami s hormonálním účinkem podle § 288 trestního zákoníku. Léčebný účel musí být zásadně doložen doporučením lékaře.